# Дюбре, Габриэль-Виталь
Габриэль-Вита́ль Дюбре́, более известный как Виталь Дюбре (фр. Gabriel-Vital Dubray; 27 февраля 1813, Париж — 1 октября 1892, там же) — французский скульптор.

## Биография
Ученик Жюля Раме. В 1840 году его работы были впервые выставлены в Салоне. Позже выставлялся там неоднократно, в 1844 году одна из скульптур принесла ему медаль третьего класса.
В годы Второй Империи Дюбре работал очень плодотворно, получал заказы на создание памятников и бюстов, был награждён орденом Почётного легиона, сперва став легионером, а затем офицером ордена.
В годы Франко-Прусской войны 57-летний Дюбре, в молодости служивший в армии капитаном, возглавил добровольческий батальон. Отличился во Второй битве при Бюзенвале.
После этого вновь вернулся к работе скульптора, выставлялся с неизменным успехом. Среди его известных работ можно отметить памятник императрице Жозефине в парке Буа-Прео.

## Творчество

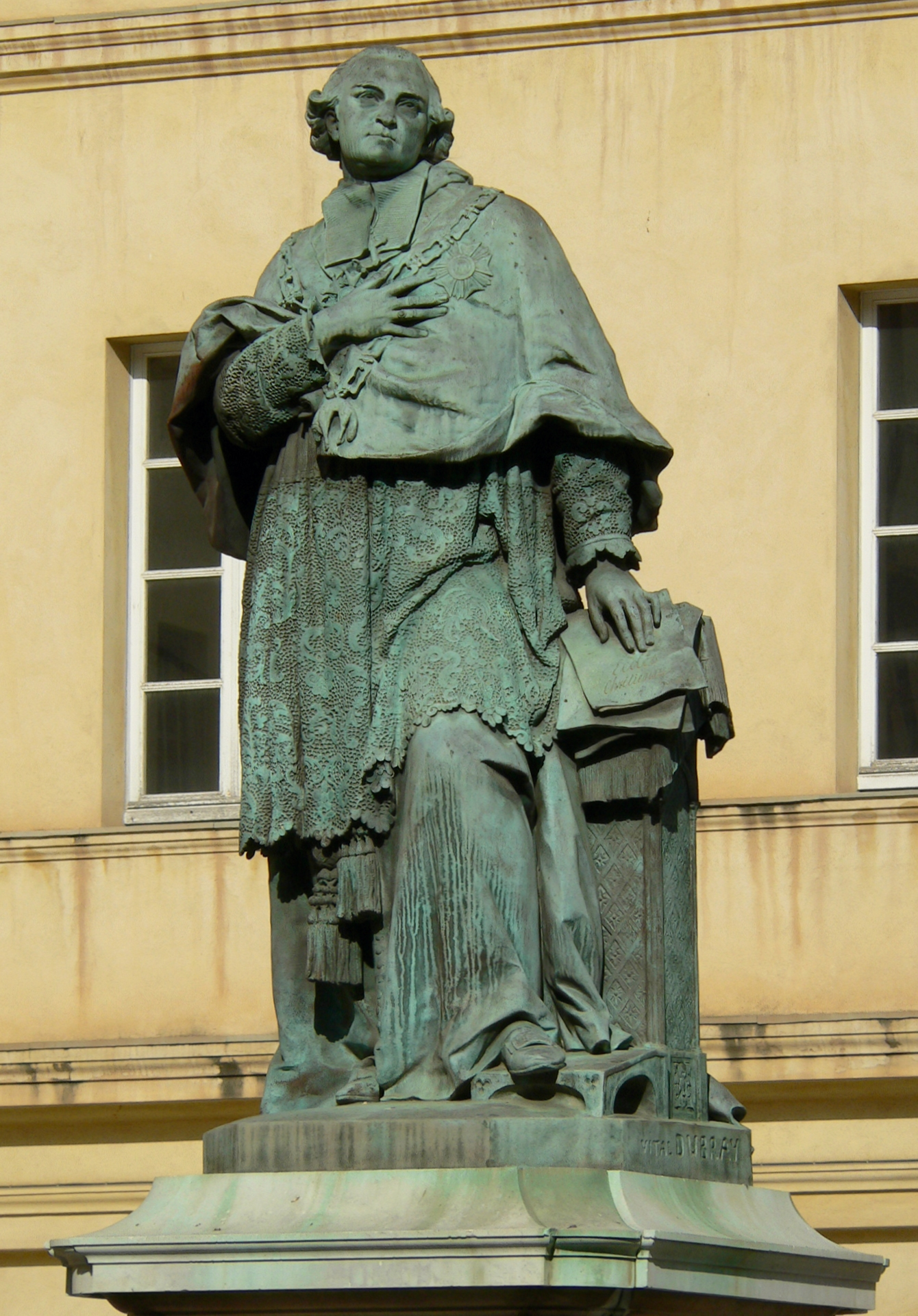
Памятник дяде Наполеона I, кардиналу Жозефу Фешу перед Музеем Феша в Аяччо
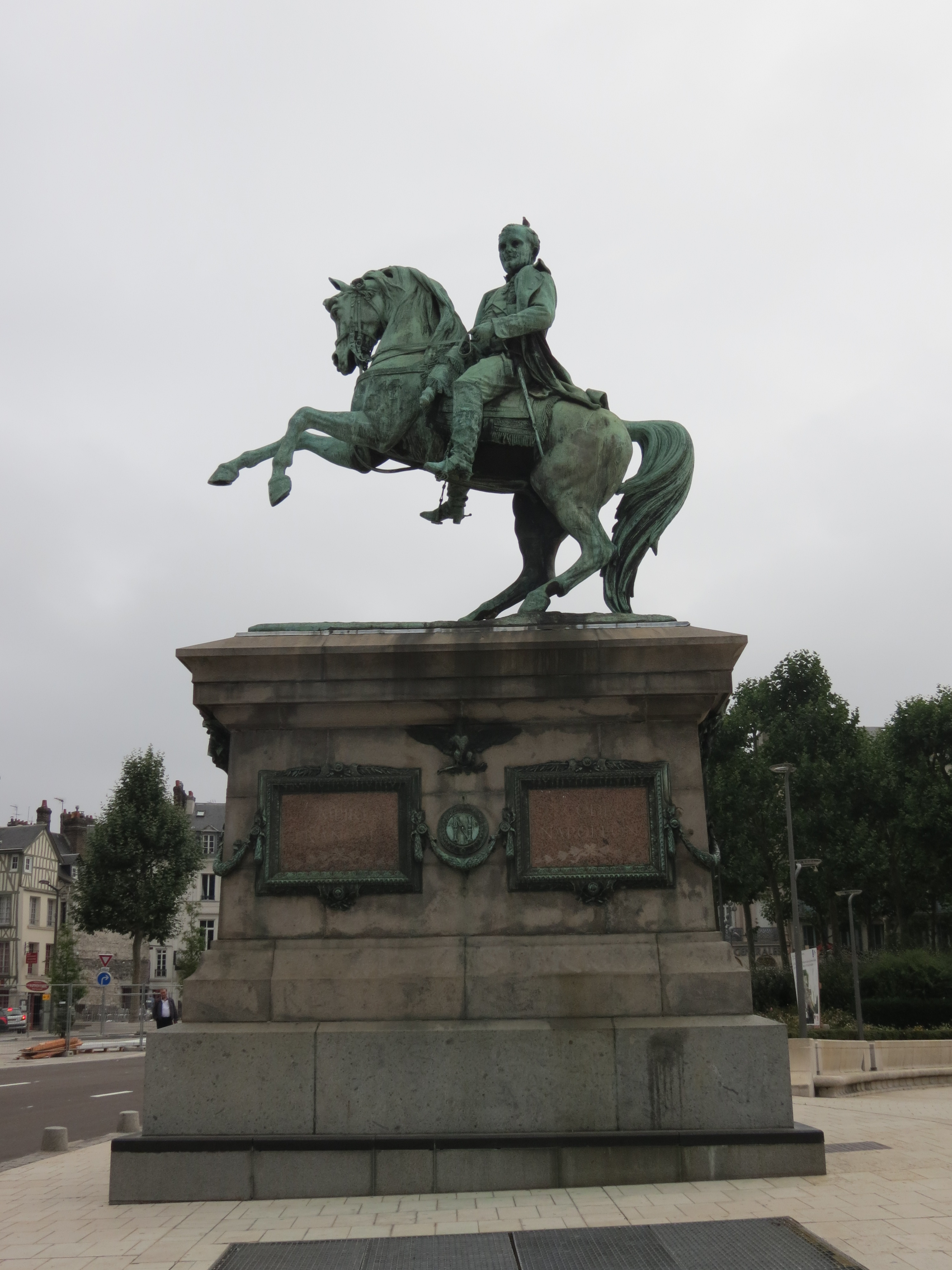
Памятник Наполеону I в Руане на площади генерала де Голля, 1865 год, бронза
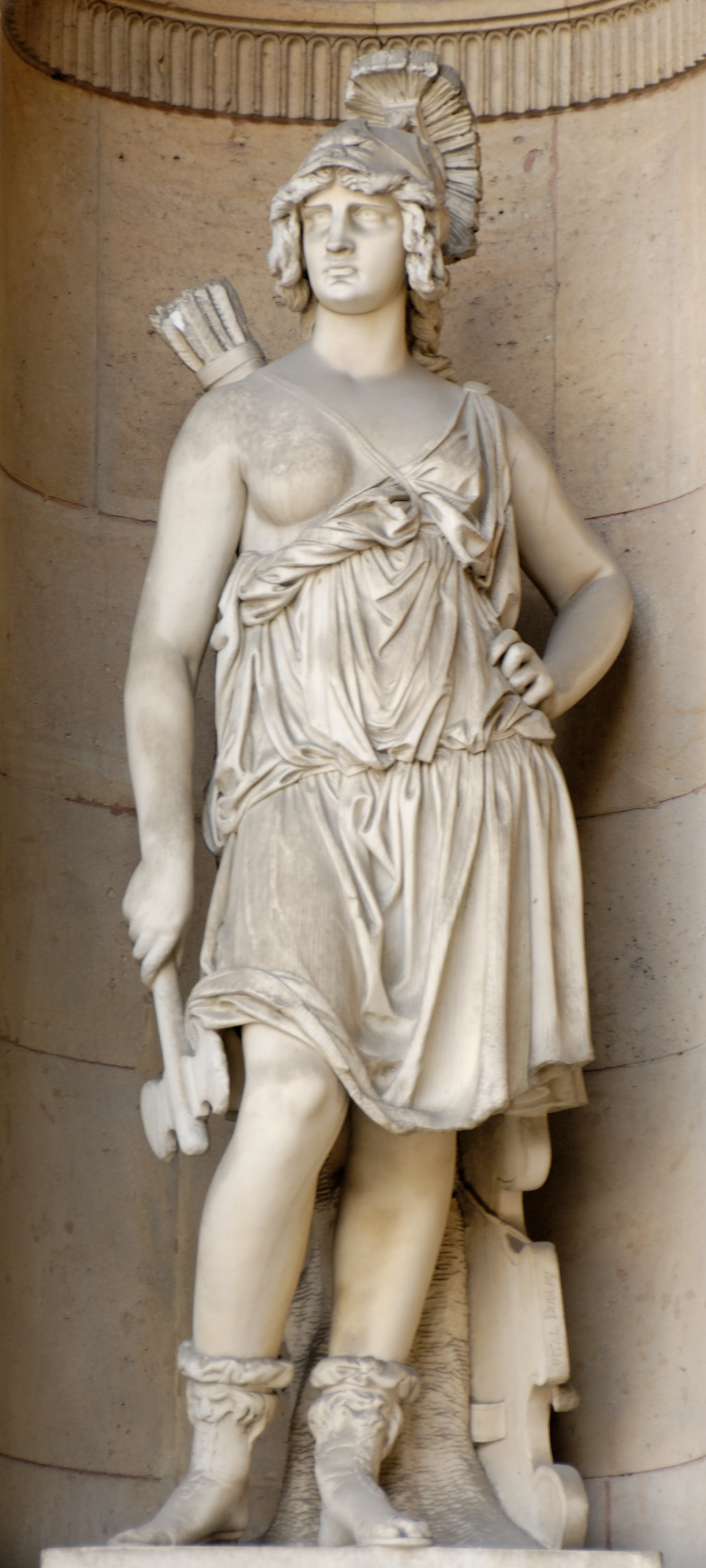
Царица амазонок Пентесилея. Статуя на фасаде Лувра
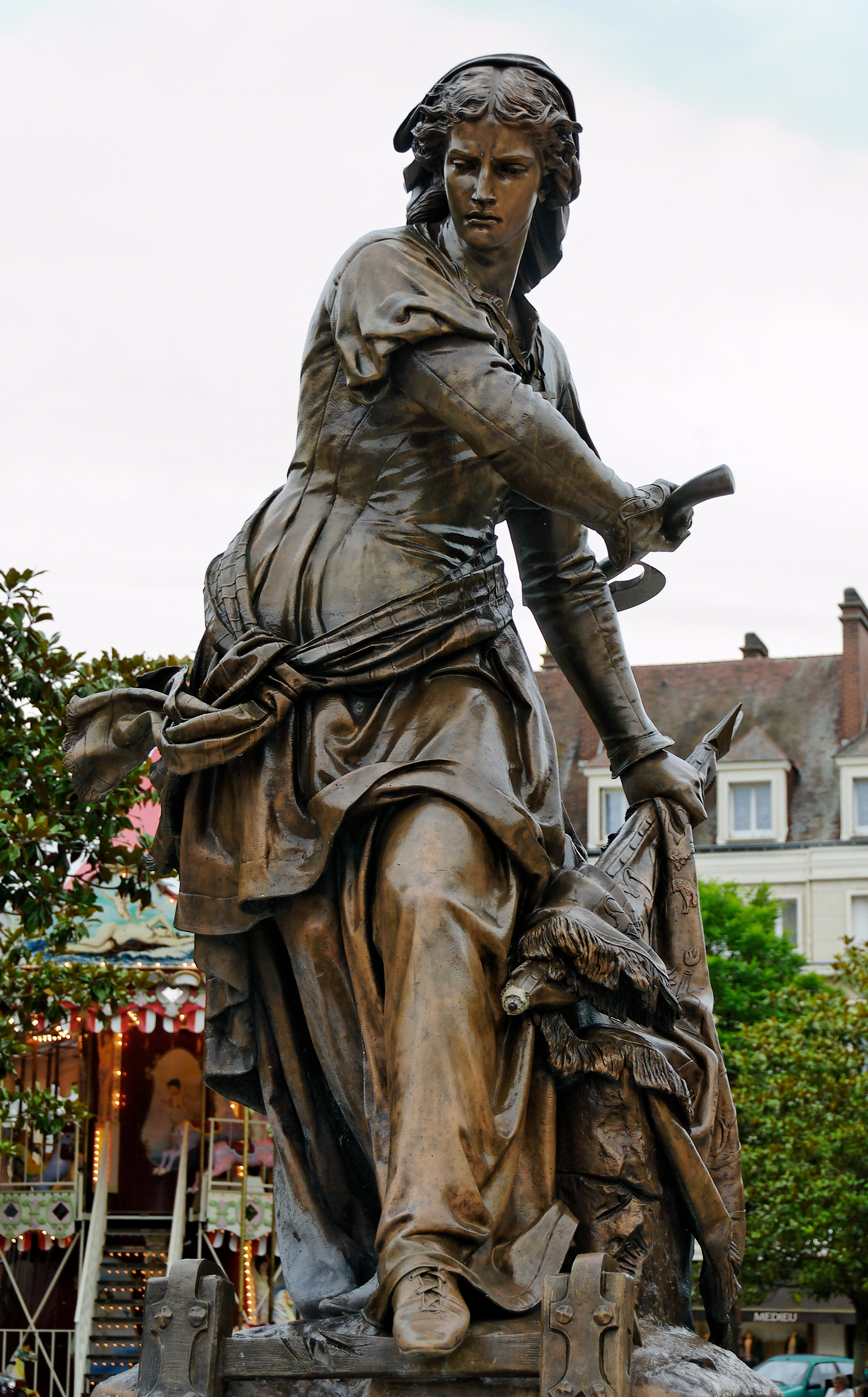
Памятник Жанне Ашетт в Бове (1851)